# يوجين دبليو هيكوك
يوجين دبليو هيكوك (بالإنجليزية: Eugene W. Hickok)‏ (و. 1951  م) هو أمريكي، ولد في دنفر، هو عضوٌ في الحزب الجمهوري.